# Melancistrus
Melancistrus är ett släkte av steklar som beskrevs av Graham 1969. Melancistrus ingår i familjen puppglanssteklar.
Kladogram enligt Catalogue of Life och Dyntaxa:
| Melancistrus | \| \| Melancistrus diplosidis \| \| \| \| \| \| Melancistrus mucronatus \| \| \| \| \| \| Melancistrus specularis \| \| \| \| |
|              | \| \| Melancistrus diplosidis \| \| \| \| \| \| Melancistrus mucronatus \| \| \| \| \| \| Melancistrus specularis \| \| \| \| |
|              | Melancistrus diplosidis |
|              | |
|              | Melancistrus mucronatus |
|              | |
|              | Melancistrus specularis |
|              | |